# Leopoldine Marie von Anhalt-Dessau

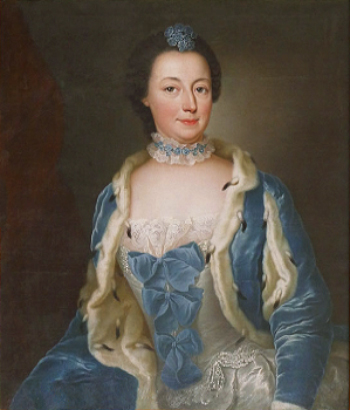
Leopoldine Marie von Anhalt-Dessau

Leopoldine Marie Prinzessin von Anhalt-Dessau (* 12. Dezember 1716 in Dessau; † 27. Januar 1782 in Kolberg) war das neunte Kind von Leopold I. von Anhalt-Dessau und Anna Luise Föhse. Auf Befehl von König Friedrich II. von Preußen wurde sie um 1751 nach Kolberg verbannt. Ihr Schloss in Schwedt wurde von den Preußen nach 1788 als Sommersitz benutzt.

## Ehe und Nachkommen
Sie heiratete am 13. Februar 1739 den letzten Markgrafen Friedrich Heinrich von Brandenburg-Schwedt (1709–1788). Aus ihrer Ehe stammten zwei Töchter:
- Luise Prinzessin von Brandenburg-Schwedt  (10. August 1750; † 20. Dezember 1811). Sie heiratete ihren Cousin Leopold III. von Anhalt-Dessau (10. August 1740 – 9. August 1817).

- Friederike Charlotte Leopoldine Louise von Brandenburg-Schwedt (* 18. August 1745; † 23. Januar 1808) letzte Fürstäbtissin von Herford